# Aubrac (rund)
Aubrac is een rundveeras dat van oorsprong uit Aubrac in Frankrijk komt. Het ras wordt gebruikt voor de productie van rundvlees.

## Geschiedenis
Het ras is in het begin van de negentiende eeuw ontstaan in de regio Aubrac (de departementen Lozère, Cantal en Aveyron). In 2014 werd de populatie geschat op 170.000 exemplaren. In het plaatsje Laguiole staat op het dorpsplein een bronzen beeld van een fokstier van dit ras.

## Gebruik
De Aubrac wordt voornamelijk gefokt voor het vlees. Koeien wegen ongeveer 310 kg tijdens het spenen. Een klein deel van de koeien wordt gebruikt bij de productie van Laguiole-kaas.